# Sobradinho (Rio Grande do Sul)
Sobradinho é um município brasileiro do estado do Rio Grande do Sul, com cerca de 15 mil habitantes.

## História
A história de Sobradinho tem início em 1825, com a chegada do paulista João Lopes, que subiu a Serra Geral e se estabeleceu à margem de um arroio, onde construiu um sobrado de madeira na estrada que ligava Rio Pardo a Soledade. Nesse local instalou uma casa de comércio, para atender os viajantes. A casa também servia de ponto de referência para os tropeiros que por ali passavam.
Em 3 de dezembro de 1927, emancipou-se do município de Soledade, de onde fazia parte como o Quarto Distrito. Inicialmente denominou-se Jacuhy e, posteriormente, Sobradinho.

## Geografia
O município de Sobradinho situa-se na região Centro-Serra. Faz divisa ao norte com o município de Arroio do Tigre; ao sul, com Lagoa Bonita do Sul; ao leste, com Passa Sete e Segredo; e ao oeste, com Ibarama.
A altitude do município em sua sede é de 427 metros; longitude -53,029 e latitude -29,421. Tem uma área de 130 quilômetros quadrados e sua população estimada em 2008 era de 14 675 habitantes.

## Economia
Os principais produtos industriais fabricados em Sobradinho são estofados, laticínios, confecções de couro, tecido e malha, calçados, beneficiamento de madeira, cepas de madeira para calçados, grampos de madeira para uso na secagem de fumo de estufa, metalurgia, carnes e vinhos.
Os principais produtos agrícolas são fumo (2.000 ha), feijão (270 ha), milho (1.800 ha), soja (1.000 ha) e  uva (70 ha), e os principal produto pecuário é o leite (1.440.000 litros ao ano).

## Turismo
As principais atrações turísticas de Sobradinho são:
- Festa da Feijão[6]
- Casa da Cultura[7]

## Educação
O município conta com quatro escolas estaduais de ensino fundamental, sete escolas municipais de de ensino fundamental, uma escola de ensino médio e uma faculdade..